# Hospitalsapoteket Viborg
Hospitalsapoteket Viborg eksisterer ikke mere, men er nu en del af Hospitalsapoteket Region Midtjylland.  
Tidligere (før 2014) var det et af de fire sygehusapoteker i Region Midtjylland.
Sygehusapoteket var en sygehusafdeling beliggende på Regionshospitalet Viborg. Hospitalsapoteket Viborg blev ledt af sygehusapoteker Peter Mielche og en ledende farmakonom. Sygehusapoteket beskæftigede ca. 31 medarbejdere, hvoraf 19 var farmakonomer og 6 var farmaceuter. Resten af personalet var defektricer, apoteksportører og hospitalsapoteksmedhjælpere. 

## Eksterne kilder og henvisninger
56°26′44.61″N 9°24′16.98″Ø / 56.4457250°N 9.4047167°Ø
|  | Denne artikel om en bygning eller et bygningsværk kan blive bedre, hvis der indsættes et (bedre) billede. Du kan hjælpe ved at afsøge Wikimedia Commons for et passende billede eller lægge et op på Wikimedia Commons med en af de tilladte licenser og indsætte det i artiklen. |